# Cachoeira do Piriá
Cachoeira do Piriá é um município brasileiro do estado do Pará. Localizado na região norte do Brasil, a uma latitude 1º40'15 sul e longitude 46º31'44 oeste.

## História
O povoado surgiu às margens da Rodovia BR-316 entre o estado do Pará e do Maranhão, crescendo com o comércio do ouro.
Foi elevado à categoria de município via lei estadual 5 927 em 28 de dezembro de 1995, através do desmembramento do município de Viseu, chamado inicialmente de "Cachoeira do Carimpo", devido a predominância das atividades minerais na região.

## Geografia
Localiza-se na microrregião de Guamá, mesorregião do Nordeste Paraense. Conforme estimativa de 2018, o município tem 33.178 habitantes. Sua área é de 2.411 km².